# Antalya Open 2017
L'Antalya Open 2017 è stato un torneo professionistico di tennis giocato sui campi in erba. È stata la prima edizione dell'evento facente parte dell'ATP Tour 250 nell'ambito dell'ATP World Tour 2017. Il torneo si è svolto al Kaya Palazzo Resort di Adalia, in Turchia, dal 25 giugno al 1º luglio 2017.

## Partecipanti

### Teste di serie
| Nazionalità | Giocatore         | Ranking* | Testa di serie |
| ----------- | ----------------- | -------- | -------------- |
| Austria     | Dominic Thiem     | 8        | 1              |
| Italia      | Paolo Lorenzi     | 33       | 2              |
| Spagna      | Fernando Verdasco | 34       | 3              |
| Spagna      | David Ferrer      | 37       | 4              |
| Russia      | Karen Khachanov   | 38       | 5              |
| Serbia      | Viktor Troicki    | 39       | 6              |
| Croazia     | Borna Ćorić       | 43       | 7              |
| Slovacchia  | Martin Kližan     | 46       | 8              |

* Ranking al 19 giugno 2017.

### Altri partecipanti
I seguenti giocatori hanno ricevuto una wild card per il tabellone principale:
- David Ferrer
- Marsel İlhan
- Cem İlkel

I seguenti giocatori sono passati dalle qualificazioni:

- Matthew Ebden
- Kamil Majchrzak
- Ramkumar Ramanathan
- Mohamed Safwat

I seguenti giocatori sono entrati in tabellone come lucky loser:
- Daniel Altmaier
- Lloyd Harris

### Ritiri
Prima del torneo
- Lu Yen-hsun → sostituito da  Víctor Estrella Burgos
- Chung Hyeon → sostituito da  Daniel Altmaier
- Karen Khachanov → sostituito da  Lloyd Harris

Durante il torneo
- Martin Kližan
- Marcos Baghdatis

## Campioni

### Singolare
Yūichi Sugita ha sconfitto in finale  Adrian Mannarino con il punteggio di 6–1, 7–6(4).
- È il primo titolo in carriera per Sugita.

### Doppio
Robert Lindstedt /  Aisam-ul-Haq Qureshi hanno vinto il titolo grazie al ritiro di  Oliver Marach /  Mate Pavić sul punteggio di 7–5, 4–1.